# Ganzú Lauquen
Ganzú Lauquen es un paraje del Departamento Veinticinco de Mayo, en la provincia de Río Negro, Argentina. El origen de esta localidad está dado por la estación de ferrocarril del mismo nombre. Está ubicada en la posición geográfica 40°44′01″S 68°02′04″O / -40.73361, -68.03444.

## Toponimia
El nombre de esta localidad tiene su origen en una expresión araucana que significa laguna de los gansos.